# Ричард Роулингс
Ричард Роулингс (на английски: Richard Rawlings) е американски предприемач и медийна личност.
Той е звездата на телевизионното риалити предаване Fast N 'Loud по Discovery Channel. Собственик на Gas Monkey Garage, както и на Gas Monkey Bar N 'Grill и на Gas Monkey Live – музикални заведения в Далас, Тексас. От 2014 г. Роулингс е включен в национални телевизионни реклами, популяризиращи автомобили Dodge и финансиране.

## Биография
Роулингс е роден във Форт Уърт, Тексас, през 1969 г. Като дете ходи на автомобилни изложения с баща си и конструира автомобили. Купува първата си кола на 14-годишна възраст. През следващите шест до седем години той завършва гимназията „Eastern Hills“ и работи като полицай, пожарникар и фелдшер.
През 1990 г. Роулингс се жени за Карън К. Грамс, но на следващата година се развеждат. През 1999 г. Роулингс стартира печатната и рекламна компания Lincoln Press. През същата година той се жени за втората си съпруга Сузан Мари Мергеле в Лас Вегас, Невада. Развежда се през 2009 г., но се ожени отново през 2015 г. На 11 март 2019 г. Роулингс обявява чрез профила си в Twitter, че Сузан и той се разделят и подават молба за развод.
През 2020г. се жени за сегашната си жена Катерина.

## Телевизия и бизнес

### Gas Monkey Garage
През 2002 г. Роулингс стартира Gas Monkey Garage в Далас, продавайки Lincoln Press през 2004 г. Магазинът създава автомобили за клиенти от цял свят. От 2012 г. съоръжението е във фокуса на серията Fast N 'Loud по Discovery Channel.
Роулингс е водещ на предаването Garage Rehab, заедно с ко-водещите Ръсел Холмс и Крис Стивънс, по Discovery Channel от 2017 г., което е свързано с основен ремонт на автомобили. Той представя концепцията на предаването през 2015 г.

### Cannonball Run / Bullrun
През май 2007 г. Ричард Роулингс и вторият пилот Денис Колинс твърдят, че са подобрили времето за Cannonball Run от 1979 г. от Ню Йорк до Лос Анджелис за 32 часа и 51 минути. Двамата твърдят, че могат да победят времето от последното им участие в Bullrun през 2007 г. с черно Ferrari 550, модифицирано с допълнителни горивни клетки. Последното им време е 31 часа и 59 минути, но много дебати оспорват легитимността на това време, тъй като разстоянието и времето не съвпадат. Те са единствените, които са подобрили рекорда на двойката Рик Клайн и Джак Мей (с Ferrari Dino) от 1975 г., тъй като всички останали състезатели не тръгват или не пристигат на правилните места или следват алтернативни маршрути, които не съвпадат с оригиналните Cannonball Runs от 70-те години.

### Заведения за хранене и музика
През септември 2013 г. Роулингс стартира веригата Gas Monkey Bar N 'Grill в Северозападен Далас, а през март 2014 г. и на международното летище Далас Форт Уърт. Роулингс има желание да отвори трето място в Тексас извън метрополиса Далас – Форт Уърт.
През октомври 2014 г. е открито заведението Gas Monkey Live, в което се изпълнява музика на живо.
Роулингс стартира нов ресторант – Richard Gawlings' Garage. Първият ресторант е отрит в Харкър Хейтс, Тексас през 2016 г. Ресторантът бива затворен през март 2019 г.
През 2019 г. Роулингс лицензира марката Gas Monkey за линия енергийни напитки.

## Автобиография
На 12 май 2015 г. Роулингс публикува първата си автобиография, озаглавена Fast N 'Loud: Blood, Sweat and Beers.